# Bawra
Bawra – wieś w Armenii, w prowincji Szirak, przy granicy z Gruzją. W 2011 roku liczyła 490 mieszkańców.